# São Jorge do Ivaí
São Jorge do Ivaí ist ein brasilianisches Munizip im Bundesstaat Paraná. Es hat 5.142 Einwohner (2022), die sich São-Jorgenser nennen. Seine Fläche beträgt 315 km². Es liegt 445 Meter über dem Meeresspiegel.

## Etymologie
Der Name wurde zu Ehren des Heiligen Georg gewählt, der als Stadtpatron verehrt wird.

## Geschichte
Mitte 1946 erwarben Oswaldo Barbosa und Ibrahim Rodrigues von der Companhia de Terras Norte do Paraná (heute Companhia Melhoramentos Norte do Paraná) bereits aufgeteilte und vermessene Ländereien im Munizip Mandaguari. Schon bald begannen sie mit dem Verkauf der Grundstücke. Zu den ersten Käufern gehörten Antonio Granzotto, Fioravante Granzotto, die Brüder Soçal und andere Siedler aus den Gebieten von Alta Sorocabana und Paulista Velha am Paranapanema im Nachbarstaat São Paulo. Sie fanden bereits den Namen São Jorge vor, den ein Grundbesitzer seiner Fazenda gegeben hatte.
São Jorge do Ivaí wurde durch das Staatsgesetz Nr. 253 vom 26. November 1954 in den Rang eines Munizips erhoben und am 9. Dezember 1955 als Munizip installiert.

## Geografie

### Fläche und Lage

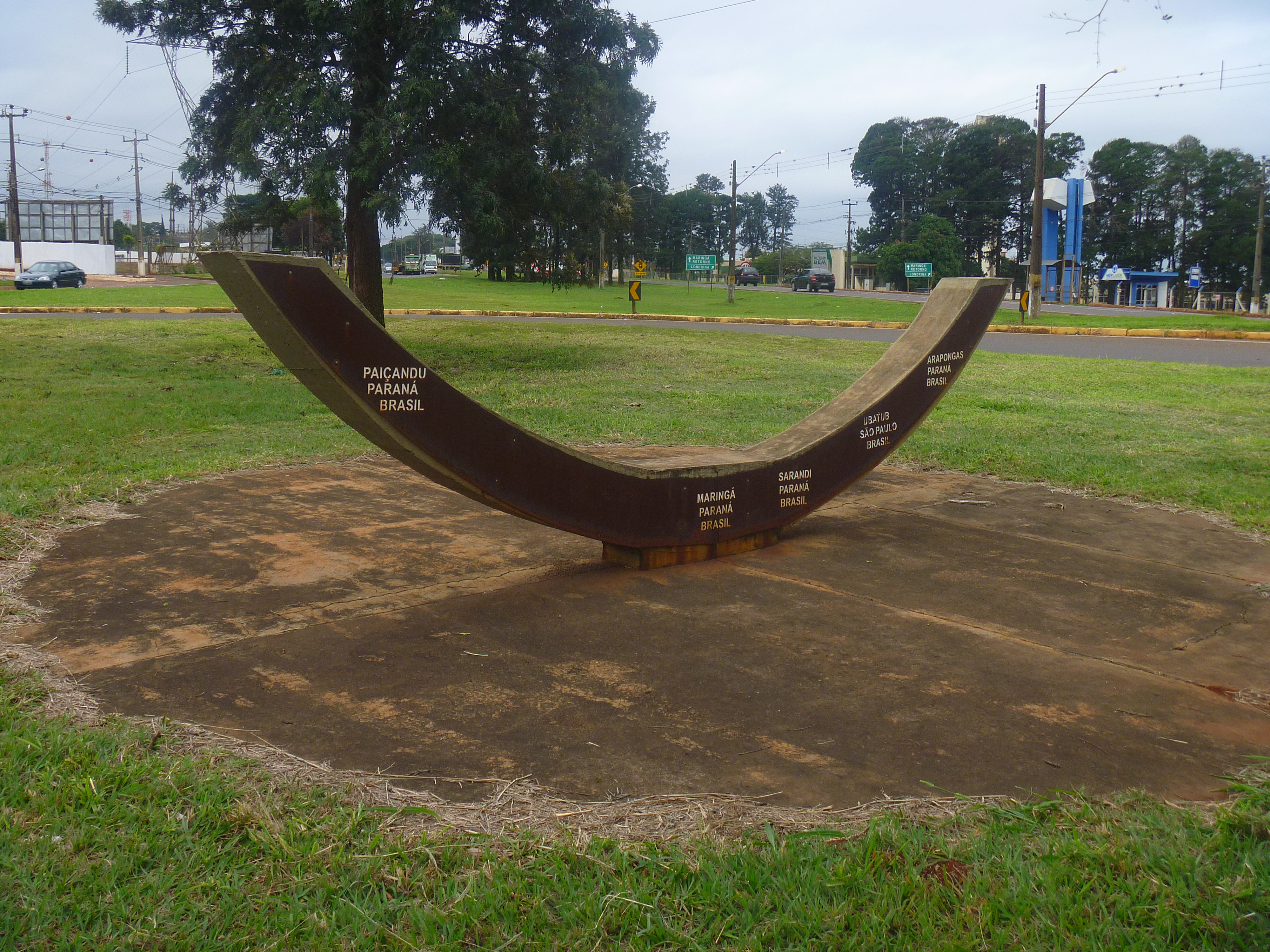
Markierung des Wendekreises des Steinbocks

São Jorge do Ivaí liegt auf dem Terceiro Planalto Paranaense (der Dritten oder Guarapuava-Hochebene von Paraná) auf 23° 25′ 58″ südlicher Breite und 52° 17′ 34″ westlicher Länge. Es hat eine Fläche von 315 km². Durch das Munizip verläuft der südliche Wendekreis, der Wendekreis des Steinbocks. Es liegt auf einer Höhe von 445 Metern.

### Geologie und Böden
Die Böden bestehen im Wesentlichen aus Terra Roxa, die bis zur Besiedlung mit tropischem Urwald bedeckt waren.

### Vegetation
Das Biom von São Jorge do Ivaí ist Mata Atlântica.

### Klima
In São Jorge do Ivaí herrscht tropisches Klima. Die meiste Zeit im Jahr ist mit erheblichem Niederschlag zu rechnen. Selbst im trockensten Monat fällt eine Menge Regen. Die Klimaklassifikation nach Köppen und Geiger lautet Af. Es herrscht im Jahresdurchschnitt eine Temperatur von 22,4 °C. Innerhalb eines Jahres gibt es 1539 mm Niederschlag.

### Gewässer
Der Ivaí bildet die südliche Grenze des Munizips. Der Rio Paranhos an der nördlichen und westlichen und der Rio Andira an der östlichen Grenze fließen dem Ivaí zu.

### Straßen
São Jorge do Ivaí ist über die PR-554 mit der Rodovia do Café bei Presidente Castelo Branco verbunden.

### Nachbarmunizipien
| São Carlos do Ivaí | Floraí                                      | Presidente Castelo Branco |
| São Tomé           | Kompassrose, die auf Nachbargemeinden zeigt | Ourizona                  |
| Jussara            |                                             |                           |

## Stadtverwaltung
Bürgermeister: Agnaldo Carvalho Guimarães, PSD (2021–2024)
Vizebürgermeister: Marinho Anderson Sartori, PL (2021–2024)

## Demografie

### Bevölkerungsentwicklung
| Jahr | Einwohner | Stadt | Land |
| ---- | --------- | ----- | ---- |
| 1960 | 22.361    | 11 %  | 89 % |
| 1970 | 17.912    | 18 %  | 82 % |
| 1980 | 9.130     | 38 %  | 62 % |
| 1991 | 6.087     | 71 %  | 29 % |
| 2000 | 5.590     | 82 %  | 18 % |
| 2010 | 5.517     | 87 %  | 13 % |
| 2022 | 5.142     |       |      |

Quelle: IBGE (2011) und Volkszählung 2022

### Ethnische Zusammensetzung
| Gruppe *    | 1991    | 2000    | 2010    | wer sich als ...                                                                 |
| ----------- | ------- | ------- | ------- | -------------------------------------------------------------------------------- |
| Weiße       | 71,4 %  | 72,7 %  | 71,4 %  | weiß bezeichnet                                                                  |
| Schwarze    | 1,7 %   | 1,6 %   | 2,1 %   | schwarz bezeichnet                                                               |
| Gelbe       | 3,9 %   | 4,2 %   | 2,2 %   | von fernöstlicher Herkunft wie japanisch, chinesisch, koreanisch etc. bezeichnet |
| Braune      | 23,1 %  | 21,6 %  | 24,3 %  | braun oder als Mischung aus mehreren Gruppen bezeichnet                          |
| Indigene    | 0,0 %   | 0,0 %   | 0,0 %   | Ureinwohner oder Indio bezeichnet                                                |
| ohne Angabe | 0,0 %   | 0,0 %   | 0,0 %   |                                                                                  |
| Gesamt      | 100,0 % | 100,0 % | 100,0 % |                                                                                  |

*) Das IBGE verwendet für Volkszählungen ausschließlich diese fünf Gruppen. Es verzichtet bewusst auf Erläuterungen. Die Zugehörigkeit wird vom Einwohner selbst festgelegt.
Quelle: IBGE (Stand: 1991, 2000 und 2010)

## Wirtschaft
Mit 700 Landwirtschaftsbetrieben produziert die Gemeinde hauptsächlich Soja, Mais, Reis, Zuckerrohr, Maniok und Orangen. Die Gemeinde verfügt über ein großes Potenzial in den Bereichen Metallurgie, Bekleidung und Möbelherstellung. Der Dienstleistungssektor umfasst die Bereiche Steuerberatung und landwirtschaftliche Planung.